# Friedrich Münzer
Friedrich Münzer fue un prosopógrafo e historiador alemán conocido por sus numerosas biografías incluidas en la monumental Realencyclopädie der classischen Altertumswissenschaft. Murió en 1942 en el gueto de Theresienstadt.
Nació en Opole el 22 de abril de 1868. Cursó estudios académicos en Berlín y entre sus maestros se cuentan Theodor Mommsen y Gustav Hirschfeld. Desde 1893, y a petición de Georg Wissowa, empezó a participar en la redacción de la enciclopedia romana escribiendo biografías de romanos de la época republicana que comenzaban por la letra C. Dedicó el resto de su vida a esta labor.
Por su origen judío, a partir de 1938 el régimen nazi le prohibió la publicación de artículos en revistas alemanas. En junio de 1942 fue deportado al gueto de Theresienstadt, a pesar de los esfuerzos de autoridades académicas y amigos por evitarlo. Murió el 20 de octubre de 1942.